# Stephen South
Pour les articles homonymes, voir South.
 (octobre 2018).
Si vous disposez d'ouvrages ou d'articles de référence ou si vous connaissez des sites web de qualité traitant du thème abordé ici, merci de compléter l'article en donnant les références utiles à sa vérifiabilité et en les liant à la section « Notes et références ».
Pas d'image ? Cliquez ici
Stephen South est un pilote automobile britannique né à Harrow le 19 février 1952.  

## Biographie
Champion de Grande Bretagne en Formule 3 en 1977, il passe en Formule 2 les deux saisons suivantes, finissant sixième en 1979.
Il est engagé par McLaren pour le Grand Prix des États-Unis Ouest 1980 pour remplacer Alain Prost, blessé lors de la manche précédente, mais ne parvient pas à se qualifier pour la course. Ce Grand Prix restera son seul engagement en Formule 1.
Il dispute ensuite le championnat Can-Am avec le Newman Racing. Victime d'un grave accident durant les essais de la septième manche, disputée sur le Circuit Trois-Rivières, il doit être amputé de la jambe gauche, ce qui met un terme à sa carrière.

## Résultats en championnat du monde de Formule 1
| Saison | Écurie                | Châssis | Moteur           | Pneus    | Grands Prix disputés    | Points inscrits | Classement |
| ------ | --------------------- | ------- | ---------------- | -------- | ----------------------- | --------------- | ---------- |
| 1980   | Marlboro Team McLaren | M29     | Ford-Cosworth V8 | Goodyear | 0 (1 non qualification) | 0               | n.c.       |

## Palmarès
- Formule 3 Britannique en 1977.